# Csepregi Lajos
Csepregi Lajos (Lápafő, 1818. november 1. (keresztelés) – Gödöllő, 1890. február 14.) énekes-színész, színházi titkár, színházvezető, drámafordító.

## Élete
Református szülőktől származott, apja Csepregi Sámuel iskola rektor, anyja Rózsás Eszter. Gazdasági pályára készült, hajlamai azonban a színészetre terelték. Előbb vidéki, de nem szereplő színész lett, majd egyre inkább a színügy munkása. 1938–1839-ben került a Nemzeti Színházhoz, hol mint kardalnok, színész, énekes, ügyelő, gondnok működött. 1843–1846 között a gróf Károlyiaknál gazdasági írnok volt, utána azonban ismét visszatért a színházhoz és régi szenvedélyének élt. 1860-ban Szigligeti Edétől vette át a titkári munkakört. Mikor Zichy Antal 1871-ben intendánsi állásáról leköszönt, a félesztendei interregnum alatt rábízták a színház adminisztratív igazgatását.
Igen kiművelte magát és sok idegen nyelvet jól megtanult. A Nemzeti Színház három első évtizedében ő fordított le legtöbb színdarabot (francia, angol, olasz, német nyelvekről) a játékrend számára. Prózáját a színészek véleménye szerint jól lehetett beszélni a színpadon. A Nemzeti Színház első félszázadának krónikása volt.
Pontos, szorgalmas, érdes modorú ember volt. 1889. január 1.-én nyugdíjaztatott, ekkor koronás arany érdemkeresztet kapott és Gödöllőre költözött, ahol 1890. február 14-én agyonlőtte magát. A Radnótfáy-alapból, melyet ő kezelt, 13 000 aranyforint hiányzott és midőn e miatt a királyi ügyész elé idézték, maga vetett véget életének, mire Podmaniczky Frigyes báró, a Nemzeti Színház volt intendánsa, a hiányt rögtön kifizette.
Csepregi utolsó levelében, melyet 1890. február 12.-én nejéhez írt, ártatlannak vallotta magát és szerencsétlenségének okát a pénztárkezelésben való teljes járatlanságának tulajdonította. A levél még abban az évben a Színészek Lapjában (8. szám) megjelent.

## Munkái
- A vindsori vig nők, vig opera 3 felv. Shakespeare után irta Mosenthal, zenéje Nicolai Ottótól. Pest, 1859.
- Dinorah, vagy a ploermeli búcsu, vig opera 3 felv. Carré Mih. és Barbier után, zenéje Meyerbeertől. Uo. 1860.
- Lalla Roukh, vig opera 2 felv. Carré és Battu után. Uo. 1863.
- A pártbaj, dr. 5 felv. Ferrari Pál után, olaszból ford. Uo. 1872. (Nemz. Szinh. Könyvt. 33.)
- II. Károly Anglia királya, tört. vigj. 5 felv. Giacometti Pál után. Bpest, 1873. (Nemz. Szinház Könyvtára 46.)
- A mentor, vigj. 3 felv. Fredro J. S. után. Uo. 1875. (Nemz. Szinház Könyvtára 56. és Arad, 1877.)

Perthes Karolina életrajzát írta a Család Könyvébe (III. 1857.)
Fordított 65 színművet és 7 opera- és operettszöveg-könyvet. Ezek betűrendben a következők:
Apát keres, Scribe és Vanderbuch után;
Antverpi árvák, Bouchardy (Egressy Bénivel);
Attila, opera, zenéje Verditől;
Benoiton család, Sardou;
Bohó Misi de Hájas, Goldschmidt (Aszalaival);
Családi dráma, Carré és Barbier (Egressivel);
Diogenes, Pyat Bódog;
Edda, Weilen;
Egy napi dicsőség, Deligni;
Egy szinésznő élete, Bourgeois;
Elizondói leány, operette, zenéje Offenbachtól;
Evangelium és családélet, Souvestre (Egressyvel);
Fehér és piros rózsa, Shakespeare (Tóth Józseffel);
Férjem kószál, Carmon;
Fiammina, Uchard Mario;
Fortunio dala, operette, Cremieux és Halevy, zenéje Offenbachtól;
A Gyárnok, Souvestre Emil;
Hála Istennek terítve van, Gozlan;
Három mellény, Desnoier;
Házasság pénzért, Scribe;
Herman gróf, Dumas (Egressyvel);
Johanna és Jeanette, Scribe (Nemz. Szinház Zsebkönyve 1848.)
Jól őrzött leány, Labiche;
Kákán csomó, Bornier;
Kápolna, Gozlan;
Kedves, Girardin;
Két anya gyermeke, Soulié;
Két Philibert, Picard;
Királyi csók, Bayard;
Koldus nő, Bourgeois;
Kőműves, Bayard; Lakat, Aldridge;
Lavater, Dumanoir;
Lecouvreur Adrienne, Scribe (Egressyvel);
Londoni arszlánok, Bourcicault;
Marianna, Bourgeois (Egressyvel);
Marquisné vacsorája, Michel;
Marsan herczegnő, D'Ennery;
Márvány hölgyek, Borrier;
Megyek Amerikába, Bayard;
Narancsárusnő, Masson;
Nem mind arany a mi fénylik, Thomas;
Nép és aristokratia, Dumersan és Delaborde (Egressyvel);
Női harcz, Scribe;
Pénz, dicsőség és nők, Cogniard és Delaborde;
Saint-Georges lovag, Mellesville és Roger de Beauvoir;
Sheridan, Langlé Aylié;
Szamártej, Gabriel és Dupenty;
Szerelmes pap, Laurener;
Szökőév, Bukstone;
Titkos ügyvivő, Hackländer;
Tudtán kivül kém, Mellesville és Duveyrier;
Tücsök leánya…;
Válság, Feuillet;
Veronai két nemes, Shakespeare (Tóth Józseffel).
A színházi év-, zsebkönyvek és almanachok, általában egyszerűen az előadott darabok címének felsorolására szorítkoztak, a szerzők nevének megemlítése nélkül. A Nemzeti Színház zsebkönyvét azonban 1868-tól Csepregi a színház titkáraként adta ki 1875-ig.